# Raymond O. Barton
Pour les articles homonymes, voir Barton.
Le Major-général Raymond O. "Tubby" Barton (22 août 1889 - 27 février 1963) est diplômé de Académie militaire de West Point, officier de carrière de l'US Army et commandant lors de la Première et de la Seconde Guerre Mondiale.

## Jeunesse et débuts
Il est diplômé de l'Académie militaire de West Point en 1912. Comme commandant du 1er Bataillon dans le 8e Régiment d'Infanterie, il était en Allemagne entre 1917 à 1923.

## 2eGuerre mondiale
Il commande la 4e division d'infanterie du 3 juillet 1942 au 26 décembre 1944.
La 4e division d'infanterie débarque à Utah Beach le jour J.
Après que la tête de pont est consolidée, la 4e DI américaine participe fin juin à la prise de Cherbourg et de son port. À partir de juillet 44, elle s'engage dans la bataille du bocage normand dans laquelle elle connait de lourdes pertes.
Le général Patton, alors que le front normand connait de grosses difficultés à progresser, intègre la 4e DI dans son opération Cobra, connue également sous le nom de percée d'Avranche et participe à la libération de Paris. La division atteint la frontière allemande en septembre 1944, et prend part à la Bataille de la forêt de Hürtgen. Elle doit, pendant l'hiver, participer à la Bataille des Ardennes avant d'entrer définitivement sur le territoire allemand.
Raymond O. Barton quitte le commandement de la division en raison de problèmes de santé, le 27 décembre 1944.

## Fin de vie
Barton meurt en 1963 et est enterré au Westover Memorial Park à Augusta (Géorgie), Géorgie (États-Unis).

## Culture populaire
Dans le film Le Jour le plus long, il est joué par Edmond O'Brien. Il apparaît dans une scène où il permet à son commandant de division adjoint, Theodore Roosevelt Junior (joué par Henry Fonda), à la Division d'aller à terre durant le jour J.

## Sources
- (en) Cet article est partiellement ou en totalité issu de l’article de Wikipédia en anglais intitulé « Raymond O. Barton » (voir la liste des auteurs).